# Белсер (Горња Гарона)
Белсер (фр. Bellesserre) насеље је и општина у јужној Француској у региону Миди Пирене, у департману Горња Гарона која припада префектури Тулуз.
По подацима из 2011. године у општини је живело 95 становника, а густина насељености је износила 28,02 становника/km². Општина се простире на површини од 3,39 km². Налази се на средњој надморској висини од 255 метара (максималној 274 m, а минималној 174 m).

## Демографија
| 1962. | 1968. | 1975. | 1982. | 1990. | 1999. | 2011. |
| ----- | ----- | ----- | ----- | ----- | ----- | ----- |
| 40    | 40    | 42    | 36    | 33    | 50    | 95    |

График промене броја становника у току последњих година